# Kolb von Wartenberg

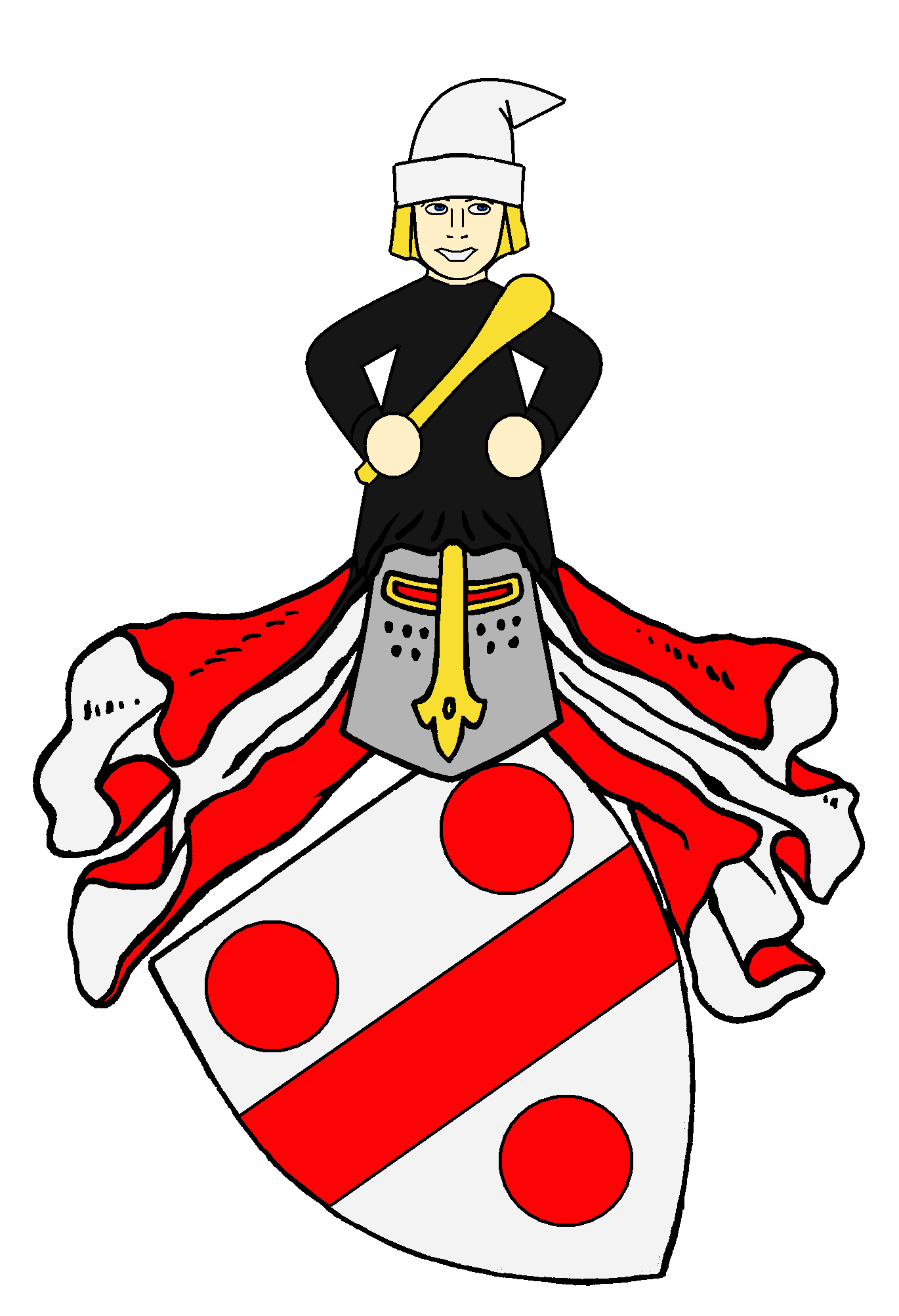
Stammwappen der Kolb von Wartenberg

Die Reichsministerialen Kolb(e) von Wartenberg benannten sich nach der Burg Wartenberg in Wartenberg bei Kaiserslautern, die im Jahre 1522 zerstört wurde. Sie hatten Besitz in Wachenheim, Kaiserslautern und Mettenheim.
Kaiser Leopold I. erhob 1699 Johann Kasimir II. Kolb von Wartenberg, den späteren ersten Premierminister des Königreichs Preußen, zum Grafen von Wartenberg, woraufhin der Graf 1707 die Kolb von Wartenbergischen Güter, die im heutigen Gebiet der Pfalz bzw. Rheinhessens lagen, zu einer Reichsgrafschaft mit dem Namen Wartenberg zusammenfasste. Diese wurde in den Oberrheinischen Reichskreis aufgenommen, wodurch die Familie als reichsunmittelbare Grafen in den Hochadel aufstieg. Seine ältere Halbschwester war die „Jungfer Kolb“, Maria Ursula Kolb von Wartenberg, die Erzieherin der Liselotte von der Pfalz.

## Geschichte

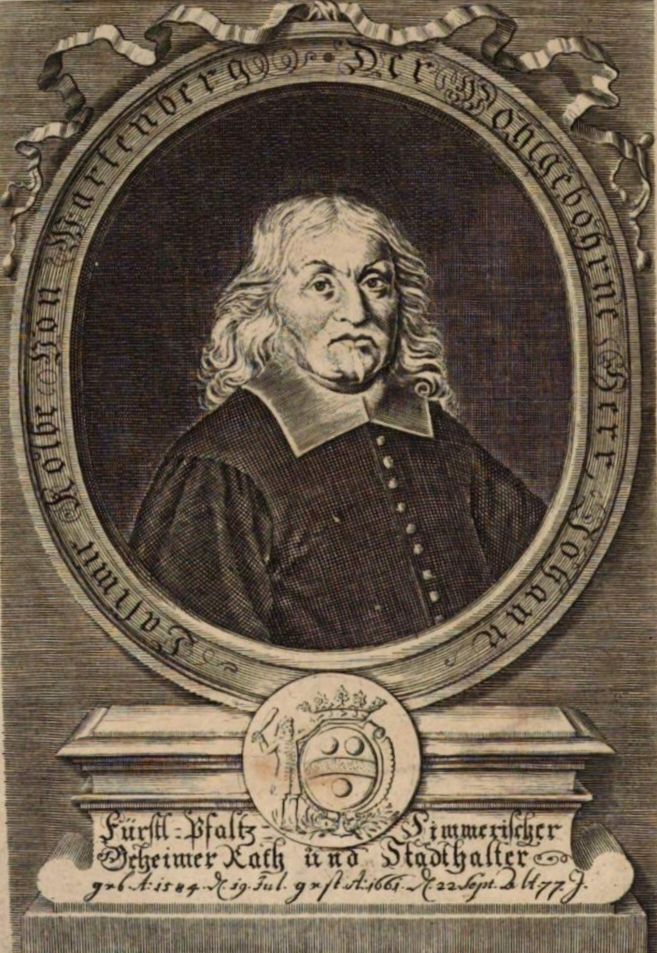
Johann Casimir I. Kolb von Wartenberg (1584–1661), pfalz-simmerischer Geheimer Rat und Statthalter, Vater der Maria Ursula Kolb von Wartenberg und des Grafen Johann Casimir II. Kolb von Wartenberg

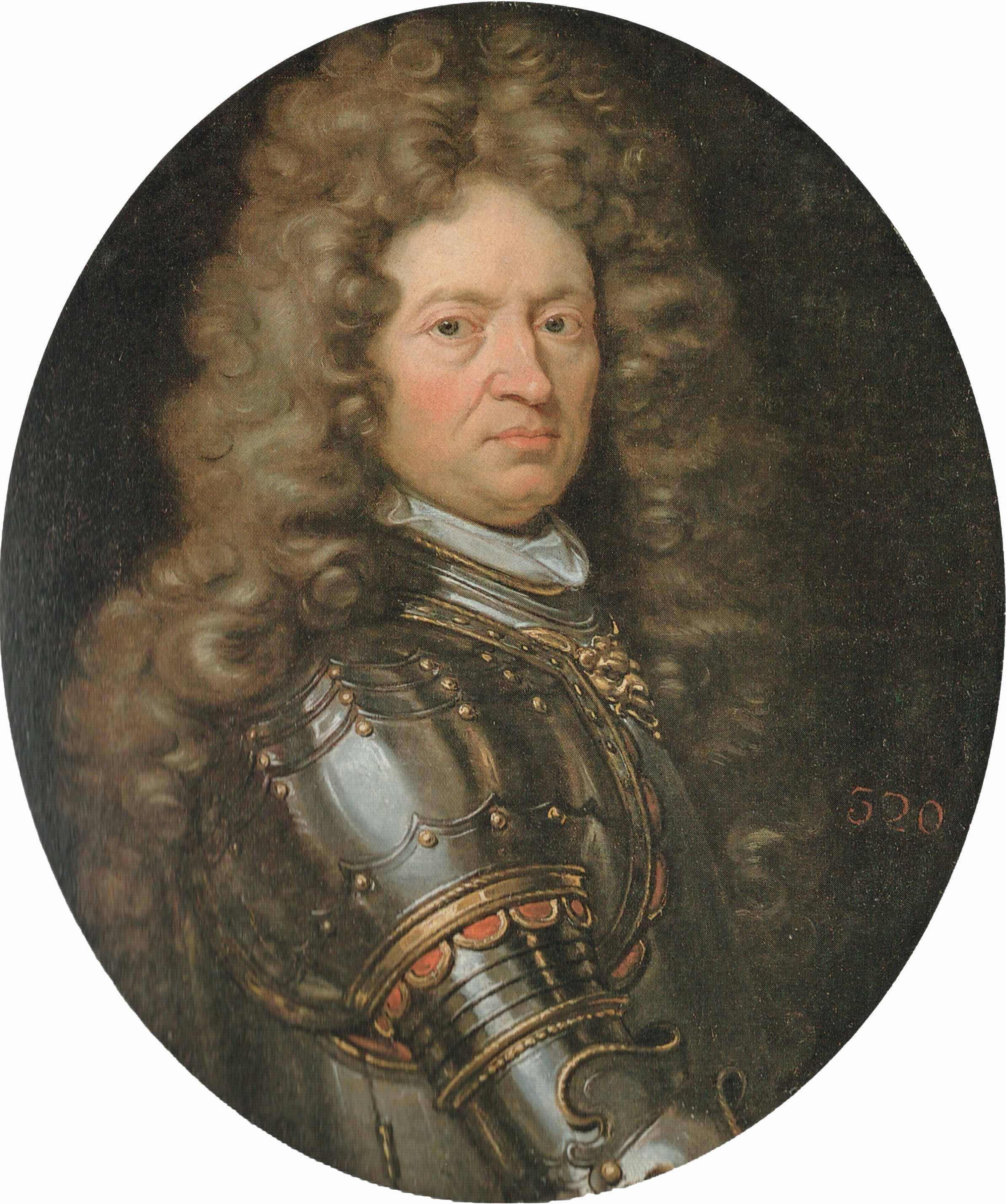
Johann Casimir II. Kolb von Wartenberg (1643–1712), der erste Graf von Wartenberg

Das linksrheinische (pfälzische) Reichsministerialengeschlecht von Wartenberg tat sich im 12. und 13. Jahrhundert als Burgengründer hervor. Seit 1202 trat es urkundlich mit dem Beinamen Colbo auf, der als Kolb später Hauptname wird. Stammesverwandt waren die Herren von Randeck, die ein ähnliches Wappen führten und im 14. Jahrhundert Burgmänner auf Montabaur waren, sowie die Herren von Beilstein, die als Bilenstein oder Wilenstein auftraten.
Johann Kasimir II. Kolb von Wartenberg, der erste Premierminister des 1701 gegründeten Königreichs Preußen, wurde 1702 auch zum königlich preußischen General-Erbpostmeister ernannt. Nach seinem politischen Ende sank das reichsgräfliche Haus Wartenberg wieder zu regionaler Bedeutung herab.
Der Bau eines Residenzschlosses in Mettenheim im Jahr 1726 zeigt eine Konzentration seines Sohnes auf die Hofhaltung. Seine teils ererbte, teils selbstverursachte Verschuldung zwang ihn 1754, den Großteil der Grafschaft Wartenberg an den Markgrafen von Baden zu verpfänden. Unter seinen Nachfolgern Friedrich Karl (1772–1784) und Ludwig (1784–1792), die beide als Verschwender galten, setzte sich die Verschlechterung der finanziellen Situation des Hauses Wartenberg fort. Um den vollständigen Ruin zu vermeiden, ging Graf Friedrich Karl noch 1784 daran, ein Viertel der Grafschaft zu verkaufen. In einem vorläufigen Vertrag erwarb der Graf von Sickingen für 215 000 Gulden Ellerstadt, den Wachenheimer Hof, den Aschbacher Hof und 25 Prozent am Mitbesitz der Grafschaft Wartenberg. Der endgültige Abschluss des Verkaufs erfolgte im Jahr 1788 für 300 000 Gulden unter der Regierung des Grafen Ludwig Kolb von Wartenberg.

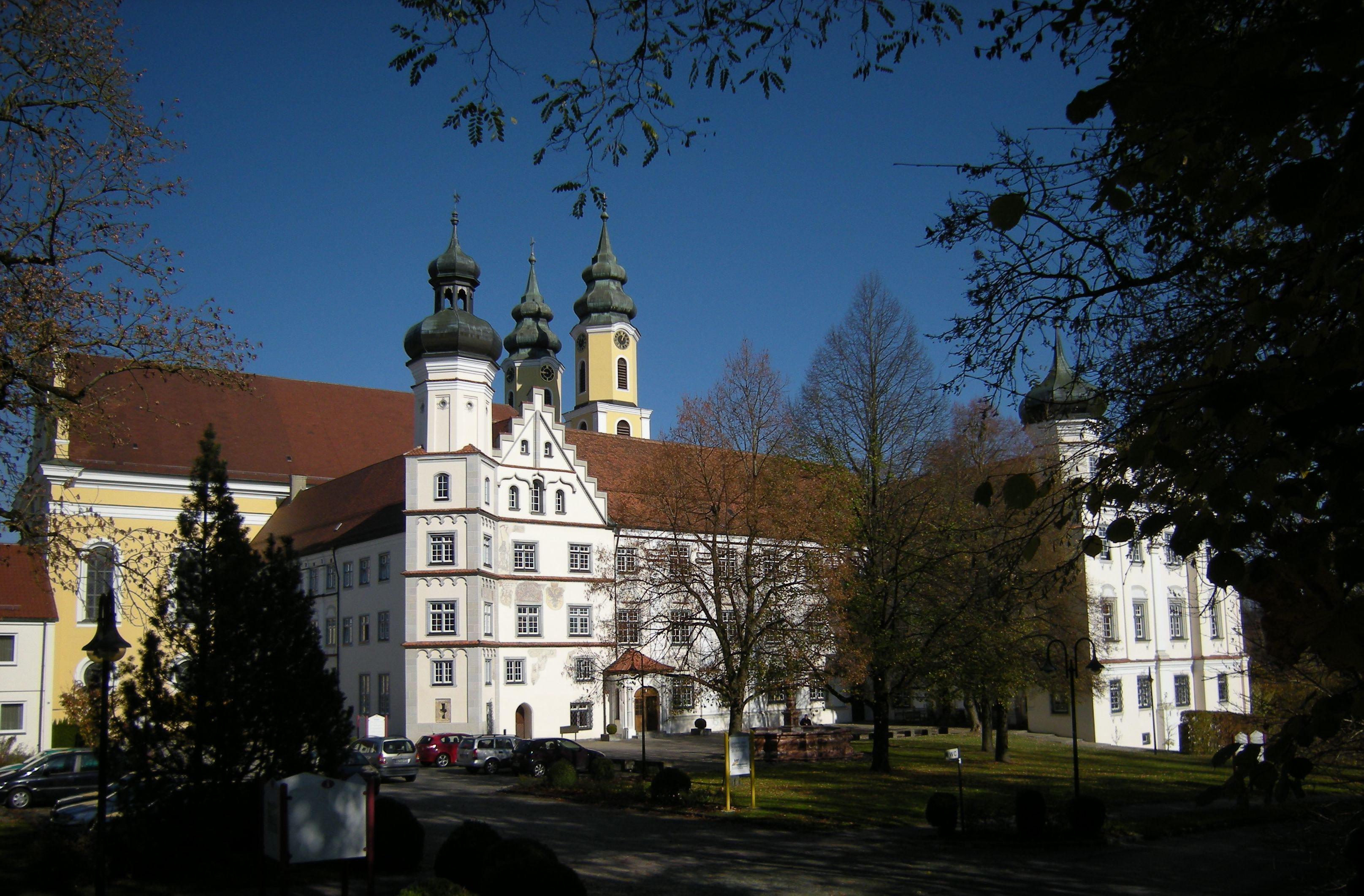
Ehemalige Reichsabtei Rot an der Rot

Auf den teilweisen Verkauf der wartenbergischen Besitzungen folgte 1792 durch die einfallenden französischen Revolutionstruppen die Vertreibung der Grafen aus der Pfalz. Das Schloss Mettenheim wurde 1793 von französischen Revolutionstruppen zerstört. Als Entschädigung für den Verlust seines Territoriums erhielt Graf Ludwig 1803 die säkularisierte Reichsabtei Roth in Oberschwaben, die zur Grafschaft Wartenberg-Roth ernannt wurde. Ludwig starb dort kinderlos im März 1818 als letzter männlicher Vertreter seines Geschlechts, beerbt von den von ihm adoptierten Stiefsöhnen seiner Schwester Charlotte Luise Polyxena (1755–1844), die 1785 den regierenden Grafen Franz I. zu Erbach-Erbach geheiratet hatte. Die Grafen zu Erbach-Erbach nennen sich seitdem, vom Kaiser 1806 genehmigt, Grafen zu Erbach-Erbach und von Wartenberg-Roth. Graf Franz zu Erbach-Erbach und von Wartenberg-Roth verkaufte das Forstgut Rot Ende des 20. Jahrhunderts an den Bankier August von Finck junior.

## Grafschaft Wartenberg

### Geschichte

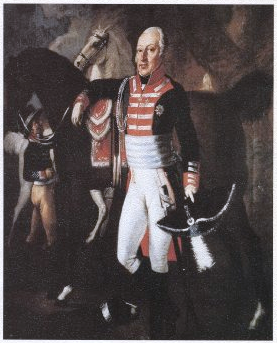
Ludwig, der letzte Graf des Hauses Kolb von Wartenberg

Die Grafschaft Wartenberg gehörte bis zum Ende des 18. Jahrhunderts zum Oberrheinischen Reichskreis. Nach der Einnahme des Linken Rheinufers (1794) durch französische Revolutionstruppen und der späteren Integration in die Französische Republik (1797/1801) wurde die linksrheinisch gelegene Grafschaft Wartenberg aufgelöst. Als Entschädigung für den Verlust ihrer Grafschaft wurden die Grafen von Wartenberg 1802 mit den Besitzungen der Reichsabtei Rot an der Rot in Oberschwaben sowie Rentenzahlungen entschädigt.
Nach dem Wiener Kongress (1815) kam das vormalige Gebiet der Grafschaft 1816 an das Königreich Bayern (Rheinkreis), lediglich Mettenheim in Rheinhessen kam zum Großherzogtum Hessen.

### Bestandteile
Die Grafschaft Wartenberg bestand aus den zerstreut liegenden Gütern zu Aspach, Diemerstein, Ellerstadt, Fischbach, Imbsbach, Marienthal, Ober- und Nieder-Mehlingen, Mettenheim, Oranienhof, Rohrbach, Sembach, Wachenheim und Wartenberg.

## Regierende Grafen des Hauses Kolb von Wartenberg
- Johann Kasimir II. Kolb von Wartenberg (1643–1712); Regierungszeit 1699–1712
- Kasimir Kolb von Wartenberg (1699–1772); Regierungszeit 1712–1772
- Friedrich Karl Kolb von Wartenberg (1725–1784); Regierungszeit 1772–1784
- Ludwig Kolb von Wartenberg (1752–1818);[8] als Graf von Wartenberg Regierungszeit 1784–1801; dann Graf von Wartenberg-Roth[9]

## Wappen
In Silber ein roter Balken, begleitet von drei (2:1) roten Kugeln. Auf dem Helm mit rot-silbernen Helmdecken ein schwarz gekleideter Jünglingsrumpf (Kolbenkerl) mit silberner Zipfelmütze, eine goldene Keule (Kolben) schräglinks vor sich haltend.
1702 anlässlich der Ernennung des Grafen Johann Kasimir zum General-Erbpostmeister des Königreichs Preußen mit einem goldenen Jagdhorn (Posthorn) „gebessert“. Als Schildhalter zwei Kolbenträger. Das Stammwappen der Kolb von Wartenberg (ohne das Jagdhorn) ging durch Adoption auf die Grafen zu Erbach-Erbach über.
Das Wappen der stammverwandten von Randeck zeigte in Silber einen roten Balken, begleitet von drei (2:1) roten Lilien. Als Helmzier zwei silberne Büffelhörner, abweichend auch die Hörner im Stulp eines Hutes.

## Stammtafel der Kolb von Wartenberg(Auszug)
```
                      Ulricus de Wartenberg 
 1212 siegelte Merbodo von Beilstein zusammen mit seinem Bruder Wernher von Wartenberg.

                         |                  
 1234 erlaubte König 
Heinrich VII.
 den Wiederaufbau des „Castrum Bylenstein“.

                         |
                      Merbodo 
de Bilenstein
 (erwähnt 1185) (1169 
Merbodo von Wartenberg
 als Edler von 
Wilenstein
)
      ___________________|______________________________________________________________________________________
     |              |             |                                                                   |         |
Ulricus    Merbodo 
(I.) senior
     Werner I. („Colbo“ -seit 1202-) von Wartenberg († 1225)          Henricus    Merbodo 
junior

     -von Wartenberg-                        ⚭ Sophia                                               -von Bilenstein-
                                             |                                                    
1464 wurde mit

                                             Merbodo II. Kolb von Wartenberg († 1255)             
Hans von Bilenstein,

                                             ⚭ Mechthild                                          
Küchenmeister

                                             |                                                    
des 
Hochstifts Speyer
,

                                             Werner II. Kolb von Wartenberg († 1289)              
letztmals ein 

                                             ⚭ Gertrud Volmer von Metz                            
Beilsteiner erwähnt.

                                             |
                                             Werner III. Kolb von Wartenberg
                                             ⚭ Gertrud 
von Leiningen

                                             |
                                             Werner IV. Kolb von Wartenberg
                                             ⚭ Agnes von Lumersheim
                                             |
                                             Werner V. Kolb von Wartenberg und 
Lumersheim
 ⚭ ?
                                             |
                                             Konrad I. Kolb von Wartenberg ⚭ ?
                                             |
                                             Johann Kolb von Wartenberg
                                             ⚭ Margaretha 
von Dürckheim

                                             |
                                             Konrad II. Kolb von Wartenberg
                                             ⚭ Elisabeth von Friesenheim († 1532)
                                             |
                                             Konrad V. Kolb von Wartenberg (1482–?)
                                             ⚭ Margaretha von Neuhausen († 1535)
                                             |
                                             Konrad VI. Kolb von Wartenberg (1525–1599)
                                             Autor einer Sammlung von 1301 (meist Arznei-)Rezepten
                                             (auch Anweisungen zur Forstwirtschaft)
                                             (
Codex Palatinus Germanicus
 Nr. 290), Heidelberg (?) 1587
                                             ⚭ Agnes 
Landschad von Steinach
 (1532–1589)
                                             |
                                             Konrad VII. Kolb von Wartenberg (1558–1602)
                                             
Oberamtmann
 von 
Kaiserslautern
[
11
]

                                             ⚭ (1/3) 1580 Anna von Oberkirch (1560–1587)
                                             
⚭ (2/3) 1588 Ursula 
Landschad von Steinach
 (1562–1594)
                                                              ⚭ (3/3) 1595 Anna Helena 
Greck von Kochendorf
 († 1633)

                                             |
                                             Johann Kasimir I. Kolb 
Freiherr
 von Wartenberg (1584–1661)
                                             
⚭ (3/3) 1647 Maria Clara von Flersheim († 1690)

                                             1603–08 Kommandeur der Garde des 
Großherzogs der Toskana

                                             1608 kurpfälzischer Rat und Kammerjunker
                                             nach 1613/1620 Amtmann zu Stromberg und 
Oberamtmann (Vogt) von Bretten

                                             1620–23 
Generalkommissar
 über die Armeen in der Kurpfalz
                                             kurpfälzischer 
Geheimer Rat

                                             1629 kurpfälzischer 
Statthalter
 zu Zweibrücken
                                             1632 Ritter des 
Hosenbandordens

                                             1655–† 61 Statthalter der Pfalzgräfin 
Marie Eleonore

                                             von Simmern zu Kaiserslautern
[
12
]

              _______________________________|______________________________
  ⚭ (1/3) 1615 Ursula 
von Stadion
 (1595–1633)                    ⚭ (2/3) 1635 Judith 
von Flersheim
 († 1644)
             |                                                              |

„Jungfer Kolb“
 (1618–1674)                                       
Johann Kasimir II.
 Kolb
Erzieherin der 
Liselotte von der Pfalz
                          
Graf
 von Wartenberg (1643–1712)

„Von mir hat die Liselotte die ganzen Schimpfworte ganz sicher nicht!“
[
13
]
         1. Premierminister des 
Königreichs Preußen

                                                                ⚭ Anna Catharina (von) Rickers (1670–1734)
                                                                |
                                              
Kasimir Kolb Graf von Wartenberg

                                              (1699–1772)
                                              ⚭ Sophie Wilhelmine Eleonore
                                              
von Solms-Rödelheim

                                              |
                                              Friedrich Karl Kolb Graf von Wartenberg
                                              (1725–1784)
                                              ⚭ 1751 Caroline Polyxena
                                              
von Leiningen-Dagsburg-Hardenburg
 (1728–1782)
              ________________________________|
             |                                |
  Charlotte Luise Polyxena Kolb               
Ludwig Kolb von Wartenberg
 (1752–1818), Graf von Wartenberg,
  von Wartenberg (1755–1844)                  Graf von Wartenberg-Roth
  ⚭ 1785 
Franz I.
 (1754–1823),                -vererbte den Grafen zu Erbach-Erbach die Grafschaft
  Graf zu Erbach-Erbach                       Wartenberg-Roth, nachdem er seine Stiefneffen bereits 1804
                                              
adoptiert
 und für sie 1806 zu Wien eine Namen- und Wappenvereinigung als „Grafen zu Erbach-Erbach und von Wartenberg-Roth“ ergangen war
                                              -1845 Verkauf der Grafschaft Wartenberg-Roth, um das damals
                                              hoch belastete Grafenhaus Erbach zu retten
[
14
]
```